# Сиріонділь
Сиріонділь — 11-й король Гондору.

## Біографія
Сиріонділь народився в 570 році Третьої Епохи в родині Атанатара I, сина короля Гондору Турамбара. Він вступив на престол у 748 році після смерті батька. У нього було два сини: Тараннон та Таркиріан.
Сиріонділь помер у 830 році, залишивши правління своєму синові Тараннону.

## Етимологія
З мови квенья ім'я Сиріонділь перекладається як «Друг річки».